# Latah County
Latah County is een county in de Amerikaanse staat Idaho.
De county heeft een landoppervlakte van 2.789 km² en telt 34.935 inwoners (volkstelling 2000). De hoofdplaats is Moscow.